# 로마 가톨릭 교구
로마 가톨릭 교구(敎區:Dioeces)는 가톨릭의 부분교회로서 지역단위로 구성되며 교황이 교구장인 거룩한 로마교구와 합하여 로마가톨릭교회를 구성한다

## 종류
교구의 종류는 자립기능을 가지는 교구와 자립기능은 가지나 준교구인 자치관리구와  자립기능이없는 교황직속 전교지역  준교구로 구성한다

## 교구
교구(敎區:Dioeces)는 주교(主敎:bishop)에게 해당 교구 사제단의 협력을 받아서 사목하도록 위탁된 하느님 백성들의 개별교회이다.
교구는 그 관리하는 교구장 주교의 직에 따라서 로마교구,총대주교구,대교구,일반주교구로 구분된다.
- 로마교구:로마교구는 수위교구이며  일명"거룩한 로마교회"라고도 불린다 로마교구는 베드로 사도 사도직을 계승하는 교구이므로 로마 교구장은 주교단장이되며 주교회의장인 로마교구장인 로마주교는 교황이라고도 불린다. 로마주교는 로마관구의 관구장 대주교이기도 한다
- 총대주교구

1. 동방예법의 총대주교구는 해당 예법에 대하여 재치권을 행사하는 총대주교가 관리하며  동방예법의 총대주교는 교황의 수위권에 참여하는 주교이다
2. 라틴예법의 총대주교구는 2종류로 정식 총대주교구는 관구장급 대주교인 일반 총대주교 에게 부여 하며 현재는 베니스,리스본,예루살렘의 3곳의 총대주교구가 있으며, 명의 총대주교는 기존 대교구의 교구장인 대주교직에 덧붙여준다

- 대교구

1. 관구장 대교구: 교구의 연합인 관구의 중심교구를 맡은 대교구로 관구장 대주교가 사목한다
2. 일반 대교구: 관구에 속한 대교구로 일반 대주교가 사목한다

- 일반교구
  - 일반교구는 관구에 속한  일반 대주교가 사목하는 교구 와  일반주교가 사목하는 교구가 있다

## 자치 관리구
교구에 준하는 개별교회로 성직 자치구와 자치수도원구가 있으며 현재는 새로운 자치관리구는 설립을 금하고 있다. 자치관리구는 자치교회이므로 관구에 구성되기도 한다
- 성직자치구(聖職自治區:Preatura territoralis): 고위성직자에게 해당지치구 사제단의 협력을 받아서 사목하도록 위탁된 하느님 백성의 개별 교회이다
- 자치수도원구(自治修道院區:Abbatia territoralis):자치수도원장에게 해당지치수도원 사제단의 협력을 받아서 사목하도록 위탁된 하느님 백성의 개별 교회이다

## 전교지역 준교구
전교지역으로 편성된 대목구,지목구,직할서리구는 교황의 이름으로 대리 사목하는 하느님 백성의 개별 교회로 교황에게 직속된다
- 대목구(代牧區:Vicariatus apostolica):명의주교가 임명되며 교황의 이름으로 일반교구와 같은 사목을 한다
- 지목구(知牧區:Praefecto apostolica): 사제가 임명되며 교황의 이름으로 대리사목하나 성품성사는 행하지 못한다(명의 주교 임명시는 예외)
- 직할 서리구(直轄署理區:Administratio apostolica):사제나 명의주교가 교황의 이름으로 대리사목하는 개별 교회임(지목구에 준함)

## 같이 보기
- 감목대리구